# Hôtel du comte Curial
L'hôtel du comte Curial est un édifice situé à Sées, en France.

## Localisation
Le monument est situé dans le département français de l'Orne, à l'ouest de l'agglomération sagienne.

## Historique
Le fronton du portail est inscrit au titre des monuments historiques depuis le 19 mai 1937.